# 曾波神站
曾波神站（日语：／ Sobanokami eki */?）是一位於日本宮城縣石卷市、屬於東日本旅客鐵道（JR東日本）石卷線的鐵路車站。根據豎立於候車室旁的「站名起源」標柱所提及，位於車站東南方，有一座高度只有98公尺的山，稱為「曾波神山」（別名愛宕山），而山頂則建有一座「曾波神社」，因而將車站命名為「曾波神」。另外「曾神」的日語發音相信取自阿努語中的，其中指被水所淹沒隱掉的石頭、為由潮汐所引發的海水流動，與附近多個地名及環境不謀而合。此外，車站的假名串法與石卷站相同，兩個漢字中間是夾有連接字母，但在漢字書上寫上並不顯示。
車站於2011年的東日本大震災中未有受到太大的影響，但因路線其他部份出現問題而要停駛近2個月。

## 車站構造
同年線內共有3個車站啟用：浦宿站、上涌谷站及本站，這三個車站皆採用簡易車站模式運作，不設有站舍，不安排站員駐守，並只提供最基本的乘車月台、候車室及候車座椅而已。其中浦宿站及上涌谷站皆在開站時已設有候車室，但本站開站時卻連候車室也欠奉，只在向鹿又方向的月台末端裝設有上蓋的候車小亭及附上車站名稱的長形木凳。這樣的配置在另外兩個站均未有出現過，後來藉附近美化工程，便在月台外圍加建了1座以水泥建成的候車小屋，室內另附設候車用木製長凳，而小屋與月台間的通道加裝了拱型上蓋，在另一邊的車站出入口則兼備有樓梯上落及無障礙斜道。結果形成了本站與另外兩站在設計上有很大的差別。再者，在面向月台的一邊，掛有寫上的牌匱，其寫法又與正式的站名不同。
由於候車室內不設有自動售票機，由此站乘車者須直接向車掌購票。
設有側式月台1座，為列車不能交換車站，有效長度為4輛。除了原來裝設的上蓋部份外，月台其餘部份皆為露天部份。列車到站時，往女川方向為左側上落，往小牛田方向為右側上落。

## 歷史
- 1956年4月5日：開業。
- 1987年4月1日：國鐵分割民營化，車站管轄劃歸由東日本旅客鐵道繼承。
- 2011年：

- 3月11日：發生東北地方太平洋沖地震，引發的海嘯令全線不通。
- 5月19日：路線重開，但只限通至石卷站。

## 相鄰車站
東日本旅客鐵道
■石卷線
鹿又－曾波神－石卷

## 外部連結
- JR東日本曾波神站公式網頁。 （页面存档备份，存于）（日語）
- 非官方曾波神站介紹。 （页面存档备份，存于）（日語）